# Liste jiddischer Filme
Die Liste jiddischer Filme führt Filme auf, die in jiddischer Sprache gedreht wurden.
Die meisten wurden in den USA produziert, einige auch in Polen oder anderen Staaten.

## Spielfilme (Auswahl)
Stummfilme 

### 1911
- Der vilder foter (Okrutny ojciec) (Russisches Reich), R.: Andrzej Marek
- Di shtifmuter (Macocha) (Russisches Reich), R.: Andrzej Marek ?

### 1912
- Got, mencz un tajfl (Bóg, człowiek i szatan) (Russisches Reich), R.: Abraham Kamiński
- Mirele Efros (Mirełe Efros) (Russisches Reich), R.: Andrzej Marek
- Chasie di jesojme (Sierota Chasia) (Russisches Reich), R.: Andrzej Marek
- Di fersztojsene (Wydziedziczeni) (Russisches Reich), R.: Abraham Kamiński
- Got fund nekome (Russisches Reich)

### 1913
- Hercele mejuches (Fatalna klątwa) (Russisches Reich), R.: Abraham Kamiński
- Gots sztrof (Kara Boża) (Russisches Reich), R.: Abraham Kamiński
- Zajn wajbs man (Bigamistka) (Russisches Reich). R.: Abraham Kamiński

### 1914
- Di szichte (Ubój) (Russisches Reich), R.: Abraham Kamiński
- Di sztifmuter (Macocha) (Russisches Reich), R.: Abraham Kamiński
- Dem chasons tochter (Córka kantora) (Russisches Reich), R.: Abraham Kamiński

### 1915
- Di fersztojsene tochter (Wyklęta córka) (Russisches Reich), R.: Abraham Kamiński

### 1916
- Di miszpoche cwi (Rodzina Cwi) (Russisches Reich), R.: Abraham Kamiński

### 1923
- Ost und West (Österreich, USA) R.: Sidney M. Goldin

### 1924
- Tkies Chaf (Ślubowanie) (Polen) R.: Zygmunt Turkow

### 1925
- Lamed wow (Jeden z 36) (Polen), R.: Henryk Szaro
- Jüdisches Glück (Evrejskoe scast'e) (UdSSR), R.: Alexander Granowski

### 1929
- In pojlisze welder (W lasach polskich) (Polen), R.: Jonas Turkow

 Tonfilme 

### 1931
- Shulamith (USA), R.: Sidney M. Goldin
- Zajn vajbs lubovnik (His Wife’s Lover/Der Geliebte seiner Frau) (USA), R.:Sidney M. Goldin

### 1932
- Onkel Moses (Uncle Moses) (USA), R.: Sidney M. Goldin, Aubrey Scotto

### 1933
- Gelebt un gelakht (Live and Laugh) (USA), R.: Sidney M. Goldin, Max Wilner
- A Yiddishe Tochter (A Daughter of Her People/Eine Tochter ihres Volkes) (USA, Regie: George Roland, unter Verwendung von Ausschnitten aus Judith Trachtenberg, 1920 von Henrik Galeen)
- Dem Rebns Kojech (A Vilna Legend / The Rabbi's Power) (USA, Regie: George Roland, unter Verwendung von Material aus Tkies Kaf / Ślubowanie, 1924 von Zygmunt Turkow)

### 1934
- Der yidishe Koenig Lear (The Yiddish King Lear) (USA, Regie: Harry Thomashefsky)

### 1935
- Shir Hashirim (USA, Regie: Henry Lynn)

### 1936
- Yidl mitn Fidl (USA/Polen), R.: Joseph Green. Jan Nowina-Przybylski
- Libe un Laydnshaft (Love and Sacrifice) (USA), R.: George Roland
- Al Chejt (Za grzechy) (Polen), R.: Aleksander Marten

### 1937
- Wo ist mein Kind? (Where Is My Child?) (USA), R.: Abraham Leff, Henry Lynn
- Grine felder (Green fields/Grüne Felder) (USA), R.: Jacob Ben-Ami, Edgar G. Ulmer
- Der Lebediker Yusem (The Living Orphan) (USA), R.: Joseph Seiden
- Ich wil zein a Mame (I Want to Be a Mother), (USA), R.: George Roland
- Frejliche kabconim (Weseli biedacy/Fröhliche Bettler) (Polen), R.: Leon Jeannot, Zygmunt Turkow
- Der Dibuk (Dybuk/Der Dybbuk) (Polen), R.: Michał Waszyński
- Tkies Chaf (Ślubowanie), R.: Henryk Szaro
- Der Purimszpiler (Polen), R.: Joseph Green, Jan Nowina-Przybylski

### 1938
- Yankl der Shmid (The Singing Blacksmith/Der singende Goldschmied) (USA), R.: Edgar G. Ulmer
- A briwele der mamen (List do matki/Ein Brief an die Mutter)  (Polen), R.: Joseph Green, Leon Trystan
- Mamele (Mateczka/Mütterchen) (Polen), R.: Joseph Green, Konrad Tom

### 1939
- Tevya (Tewje) (USA), R.: Maurice Schwartz
- Mirele Efros (USA), R.: Josef Berne
- Mayn Zundele (My Son) (USA), R.: Joseph Seiden
- Kol Nidre (USA), R.: Joseph Seiden
- Di Klatshe (The Light Ahead) (USA), R.: Henry Flent, Edgar G. Ulmer
- Fishke der Krumer (USA), R.: Edgar G. Ulmer
- On a hajm (Bezdomni/Ohne ein Zuhause) (Polen), R.: Aleksander Marten

### 1940
- Der Yidisher Nigh (The Jewish Melody) (USA), R.: Joseph Seiden
- Der Groyser Eytse-geber (The Great Advisor) (USA), R.: Joseph Seiden
- Motl der Operator (Motel The Operator) (USA), Regie: Joseph Seiden
- Der Vilner Shtot Khazn (Ouverture to Glory) (USA), R.: Max Nosseck
- Eli, Eli (USA), R.: Joseph Seiden
- Ihre zweite Mame (Her Second Mother) (USA), R.: Joseph Seiden
- Amerikaner Schadkhn (The Matchmaker) (USA), R.: Edgar G. Ulmer

### 1941
- Mazzel Tov Yidden (Mazel Tov Jews) (USA, Regie: Joseph Seiden)

### 1948
- Lang ist der Weg (Deutschland), R.: Herbert B. Fredersdorf, Marek Goldstein

### 1949
- Dray Techter (Three Daughters) (USA, Regie: Joseph Seiden)

### 1950
- Got, Mentsh un Tayvl (God, Man and Devil/Gott, Mensch und Teufel) (USA, Regie: Joseph Seiden)

### 2017
- Menashe USA, Regie: Joshua Z. Weinstein

## Dokumentarfilme (Auswahl)

### 1939
- Wilno (Polen)
- Warszawa (Polen)
- Lwów (Polen)
- Łódź (Polen)
- Kraków (Polen)
- Białystok (Polen)

### 1947
- Der jidiszer jiszuw in Niderschlezien  (Żydowskie osadnictwo na Dolnym Śląsku/Jüdische Siedlungen in Niederschlesien) (Polen)
- Der weg cum gezunt (Droga na zdrowia/Weg zur Gesundheit) (Polen)

### 1948
- Mir lebn geblibene (My, którzy przeżyliśmy/Wir Überlebende) (Polen)
- Unzere kinder (Nasze dzieci) (Polen)
- ORT (Polen)
- Joint (Polen)
- Der finfder jorcajt fun ojfsztand in Warszawer Getto (Piąta rocznica powstania w getcie warszawskim/Der fünfte Jahrestag des Aufstands im Warschauer Getto)(Polen)

### 1949
- Jidisze Film Kronik (Żydowska Kronika Filmowa/Jiddische Filmchronik) (Polen, 1946–1949)
- Kadima Gordonia (Naprzód, Gordonia) (Polen)
- Achar alpaim szana (Po dwóch tysiącach lat/Durch zweitausend Jahre) (Polen)